# رودي باربر
رودي باربر (بالإنجليزية: Rudy Barber)‏ هو لاعب كرة قدم أمريكية أمريكي، ولد في 24 ديسمبر 1944.